# Phyllobius roboretanus
Phyllobius roboretanus är en skalbaggsart som beskrevs av Gredler 1882. Phyllobius roboretanus ingår i släktet Phyllobius, och familjen vivlar. Arten har ej påträffats i Sverige.